# Pölle 57 (Quedlinburg)

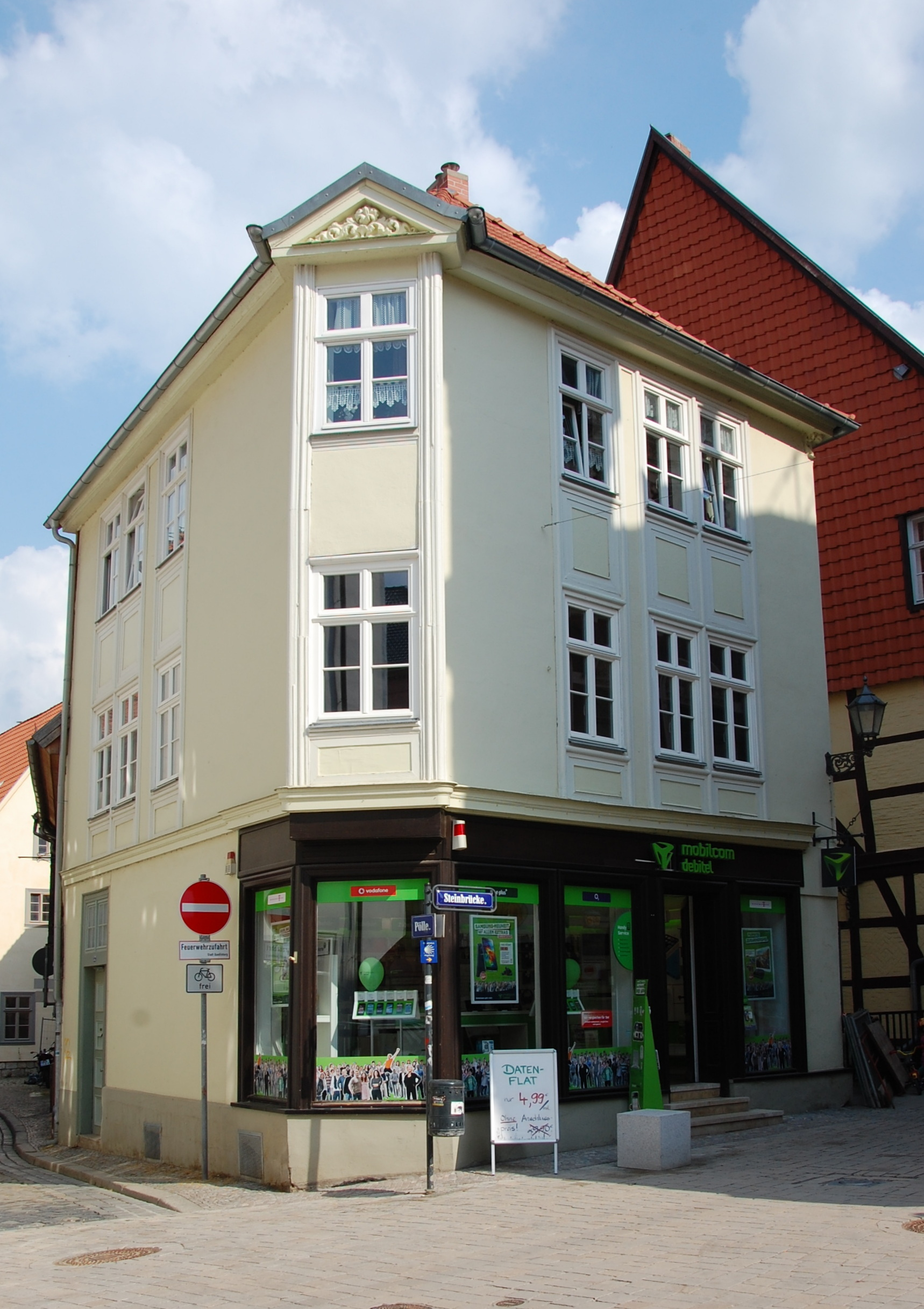
Haus Pölle 57

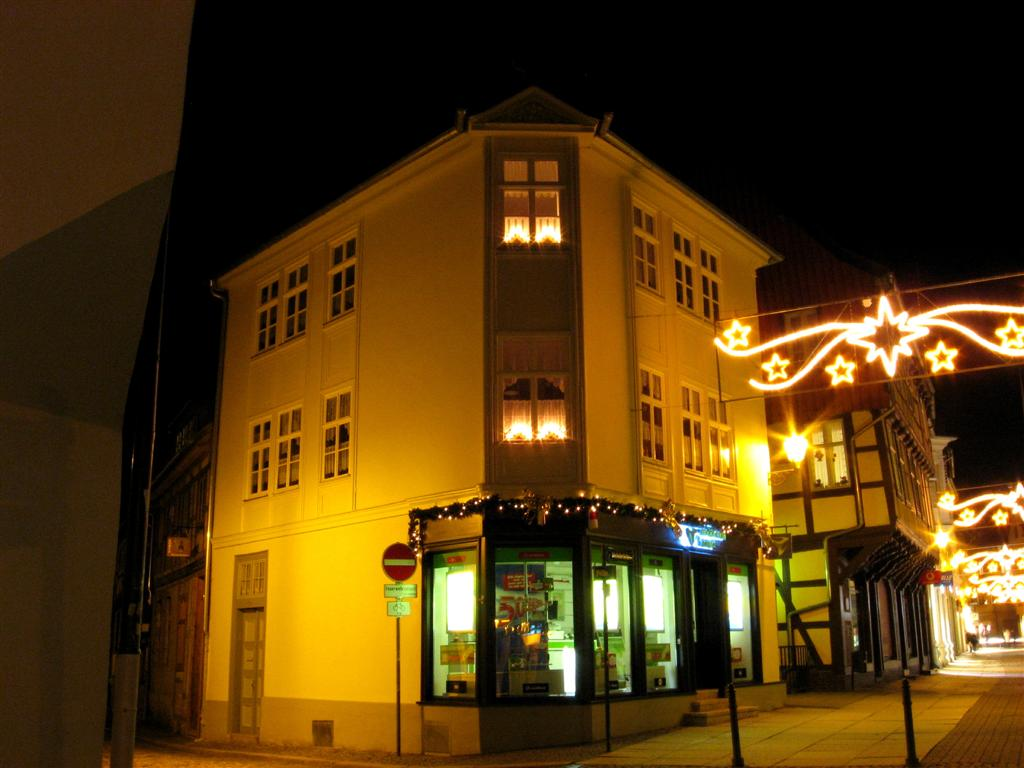
Pölle 57 bei Nacht

Das Haus Pölle 57 ist ein denkmalgeschütztes Gebäude in der Stadt Quedlinburg in Sachsen-Anhalt.

## Lage
Es befindet sich in der historischen Quedlinburger Altstadt südlich des Marktplatzes und gehört zum UNESCO-Weltkulturerbe. Das Gebäude liegt in einer markanten Ecksituation an der Kreuzung der Straßen Pölle, Steinbrücke und Word. Im Quedlinburger Denkmalverzeichnis ist es als Wohnhaus eingetragen. Westlich grenzt das gleichfalls denkmalgeschützte Haus Pölle 56 an. Unmittelbar südlich des Hauses verläuft der Mühlgraben, der hier von der Steinbrücke überspannt wird.

## Architektur und Geschichte
Das Fachwerkhaus entstand Ende des 18. Jahrhunderts, geht jedoch auf deutlich ältere Vorgängerbauten zurück. So ist auf der Südseite des Erdgeschosses ein massives aus dem Mittelalter stammendes Quadermauerwerk in das Gebäude einbezogen. Die Fassade des Hauses ist verputzt und im Stil des Klassizismus gestaltet. Markant ist die zur Kreuzung hin abgeschrägte Ecke des Gebäudes, die die Ecksituation betont. 